# Bengt Lehander
Bengt Anders Lehander, född 25 juni 1925 i Skagersvik, död 9 maj 1994 i Danderyd, var en svensk officer i Flygvapnet.

## Biografi
Lehander blev fänrik i Flygvapnet 1947. Han befordrades till löjtnant 1949, till kapten 1956, till major 1960, till överstelöjtnant 1963, till överste 1968, till överste av första graden 1972, till generalmajor 1974 och till generallöjtnant 1982.
Lehander inledde sin karriär i Flygvapnet som flyglärare vid Krigsflygskolan (F 5). 1960–1962 var han flygchef vid Södermanlands flygflottilj (F 11). 1968–1972 var han flottiljchef vid Skaraborgs flygflottilj (F 7). 1972–1974 var han chef för Robotavdelningen vid FMV-F. 1974–1978 var han chef för Centralplaneringen vid FMV. 1978–1982 var han souschef vid Försvarsstaben. 1982–1988 var han Militärbefälhavare för Östra militärområdet (Milo Ö). Lehander avgick som generallöjtnant 1988.
Bengt Lehander gifte sig 1955 med Isabella Laurell (1931–2018), tillsammans fick de fyra barn, Johan, Bo, Isabella och Anna. Makarna Lehander är begravda på Danderyds kyrkogård.

## Utmärkelser
- Kommendör av första klass av Svärdsorden, 6 juni 1974.[2]